# Valeriya Peremeta
Valeriya Peremeta (en ucraniano: Валерія Перемета; Mykolaiv, 25 de septiembre de 2007) es una deportista ucraniana que compite en gimnasia rítmica, en la modalidad de conjuntos.
Ganó tres medallas en el Campeonato Europeo de Gimnasia Rítmica, en los años 2024 y 2025. Participó en los Juegos Olímpicos de París 2024, ocupando el séptimo lugar en la prueba de conjuntos.

## Palmarés internacional
| Campeonato Europeo | Campeonato Europeo | Campeonato Europeo | Campeonato Europeo         |
| Año                | Lugar              | Medalla            | Prueba                     |
| ------------------ | ------------------ | ------------------ | -------------------------- |
| 2024               | Budapest (Hungría) | Medalla de bronce  | 3 con cinta + 2 con pelota |
| 2025               | Tallin (Estonia)   | Medalla de plata   | 3 con pelota + 2 con aro   |
| 2025               | Tallin (Estonia)   | Medalla de plata   | Equipo                     |